# Amtsbezirk Lambach
Der Amtsbezirk Lambach  war eine Verwaltungseinheit im Hausruckkreis in Oberösterreich.
Der Amtsbezirk war der Kreisbehörde in Wels unterstellt und besorgte deren Amtsgeschäfte vor Ort. Die Zuständigkeit erstreckte sich neben Lambach auf die damaligen Gemeinden Aichkirchen, Bachloh, Bachmanning, Edt, Lambach, Meggenhofen, Neidharting, Neukirchen, Offenhausen, Pennewang, Stadl (Hausruck), Stadl (Traun), Steinerkirchen und Wimsbach und umfasste damals vier Märkte und 209 Dörfer.